# Tad, az utolsó felfedező
A Tad, az utolsó felfedező (eredeti cím: Tadeo Jones 2: El secreto del rey Midas) 2017-ben bemutatott spanyol 3D-s számítógépes animációs film, amelynek a rendezői Enrique Gato és David Alonso, a producerei Jordi Gasull, Nicolas Matji és Edmon Roch, az írói Gorka Magallón, Javier Barreira, Jordi Gasull, Ignacio del Moral és Neil Landau, a zeneszerzője Zacarías M. de la Riva. A mozifilm az Ikiru Films, a Telecinco Cinema, az El Toro Pictures, a Lightbox Entertainment és a Telefónica Studios gyártásában készült, a Paramount Pictures forgalmazásában jelent meg. Műfaját tekintve kalandfilm és filmvígjáték.
Spanyolországban 2017. augusztus 25-én mutatták be, Magyarországon 2018. január 4-én.

## Cselekmény
Tad építkezéseken dolgozik Észak-Amerikában, de szeretne régész lenni, mint „reménybeli” barátnője, Sara, aki valóban régész. Sara a tenger mélyén megtalálja a legendás Midász király által elrejtett térképet, ami a Föld három pontján jelzi a három részre bontott, varázserejű nyaklánc darabjainak helyét.
Midász király azt kérte Apollón istentől, hogy adjon neki korlátlan gazdagságot. Apollón teljesítette a kívánságát, és ettől kezdve amihez Midász hozzáért, az arannyá változott. Azonban amikor a kislánya odaszaladt hozzá és megölelte, ő is aranyszoborrá változott. Midász nagyon elszomorodott, és kérte Apollónt, hogy vegye vissza a hatalmat tőle. Apollón azt javasolta, hogy a nyaklánc három darabját a Föld három különböző pontján rejtse el, három istennek felajánlva. Midasz teljesítette a feladatot, ezzel lemondott korlátlan hatalmáról, így visszakapta a kislányát.
Az elrejtett kincsekre egy hataloméhes milliomos, Rackham is igényt tart, aki semmilyen erőszaktól nem riad vissza, első lépésként elrabolja Sarát, és magával viszi a repülőgépére. Egy igazságszérumot ad neki, így Sara bevallja, hogy a jegyzetfüzete tartalmazza azokat az információkat, amik a kincs darabjaihoz vezetnek.
A kincs első darabja Spanyolországban, Granadában van elrejtve, pontosabban az Alhambra területén. Tad segítője Tiffany, Sara asszisztense, továbbá egy múmia (gyakorlatilag egy csontváz, aki nyelvvel és szemekkel is rendelkezik, és kihalt nyelveket ismer), akivel valamikor Dél-Amerikában ismerkedett meg. Közösen egy szökőkútnál lejutnak a föld alá, ahol a múmia egy patkánytól megtudja, merre kell menniük. A kincset gond nélkül megszerzik egy hatalmas, bikafejű szobortól, azonban a területet a bika fejéből ömlő víz árasztja el, így a csatorna felé menekülnek és kijutnak a felszínre.
Azonban ott az ellenség fegyveresei fogadják őket, és Saráért cserében nem csak a kincs első darabját kéri a főnökük, hanem Sara jegyzetfüzetét is. Tad kelletlenül mindkettőt átadja. Azonban ezt megelőzően eltávolított belőle néhány oldalt, amik kulcsfontosságú információkat tartalmaznak.
A második darab Törökországban van, egy Kappadókiai sziklatemplomban. Az ellenséges csapat a sok sziklatemplom között nem találja meg az igazit, Tad azonban felismeri a jegyzetek között látott jeleket, így megszerzi a második darabot.
Azonban Sara kezdi felismerni, hogy nem volna szabad a darabokat megtalálni és összerakni, mivel rossz kezekben túl nagy hatalmat jelent. Meg is akarja semmisíteni a megtalált darabot, azonban Tad ezt vitatja. Közben azonban Tiffany megszerzi a darabot és otthagyja őket. Tiffany egyenesen az ellenségükhöz viszi a kincset.
A harmadik darab egy igen magas, hóborította, hármas csúccsal rendelkező hegység barlangjában található. Ellenségeik helikopteren hamarabb érnek oda, és őket is elfogják. Egy szarkofágot kell kinyitni, ezt Tad hajtja végre és a talált nyakláncot ellensége nyakába kell akasztania, aki ettől hatalmas erőre tesz szert, és a kezéből vagy a lába toppantásával villámokat tud indítani, amiknek pusztító erejük van. A csapatnak természetesen menekülnie kell, mert a Tiffanynak adott ígérete ellenére nem akarja őket életben hagyni. Az aranyszínű csapások következtében sziklák zuhannak le és ezek egyike a főellenséget agyoncsapja. Sara kezd átalakulni az ujjaitól kiindulva, a teste színarannyá válik. Tad szeretné visszaalakítani, de a főellenségre zuhant sziklát nem tudja elmozdítani, így ott marad Sarával, szorosan átölelve, bár körülöttük további sziklák zuhannak le. Végül, mivel az életét is odaadta volna, hogy Sara megmeneküljön, Sara teste visszaalakul emberré.

## Szereplők
| Szereplő  | Eredeti hang        | Magyar hang           |
| --------- | ------------------- | --------------------- |
| Tad       | Óscar Barberán      | Csőre Gábor           |
| Sara      | Michelle Jenner     | Németh Borbála        |
| Taxisofőr | José Corbacho       | Háda János            |
| Tiffany   | Adriana Ugarte      | Vadász Bea            |
| Rackham   | Miguel Ángel Jenner | Bede-Fazekas Szabolcs |
| Múmia     | Luis Posada         | Galbenisz Tomasz      |